# Leopoldo Zelli-Jacobuzzi
Francesco Leopoldo Zelli-Jacobuzzi OSB (* 24. September 1818 in Viterbo, Italien, als Francesco Zelli-Jacobuzzi; † 1. November 1895 in Rom) war Benediktinermönch und von 1867 bis 1895 Abtordinarius der Benediktinerabtei St. Paul vor den Mauern in Rom.

## Leben
Francesco Zelli-Jacobuzzi, Sohn einer aus Deutschland stammenden Adelsfamilie, kam mit zehn Jahren als Alumne in die Territorialabtei St. Paul vor den Mauern in Rom. Nach dem Noviziat legte er am 28. März 1837 die Profess ab und erhielt den Ordensnamen Leopoldo. Ab 5. Juni 1841 zum Priester geweiht, primizierte er am 6. Juni 1841 in der Basilika St. Paul vor den Mauern. Anschließend leitete er von 1846 bis 1867 die Pfarre von St. Paul und war von 1858 bis 1867 Klaustralprior.
Vom Hl. Stuhl am 30. August 1867 zum Abbas nullius und gleichzeitig zum Präses der Cassinesischen Kongregation ernannt wurde er am 22. September 1867 von Kardinalvikar Constantino Patrizi Naro benediziert. Er war maßgeblich an der Errichtung und Ausgestaltung des Klosters und Kollegiums Sant’Anselmo am Aventin beteiligt. Während seiner Regierungszeit erfolgte die beinahe vollständige Auflösung sämtlicher Benediktinerklöster in Italien.
Von Papst Pius IX. am 10. Januar 1874 zum Konsultor der Ritenkongregation ernannt, war er zudem Konzilsvater am I. Vatikanischen Konzil. Er war ein energischer Verfechter eines auf Armut, Gehorsam und Aufopferung basierenden klösterlichen Lebens. Begabt mit guter Beredsamkeit und einem tiefen Gebetsleben, richtete er eine Reihe von Predigten und Schriften an die Mönche der Cassinensischen Kongregation, in denen er eingehend theologische, dogmatische Problemstellungen sowie benediktinische Spiritualität behandelte u. a. die Benediktusmedaille und die Benediktsregel.
Er starb am 11. November 1895 im Kloster San Callisto und wurde auf dem Friedhof San Lorenzo beigesetzt.

## Werke
- Zelli-Jacobuzzi, Francesco Leopoldo: Orazione funebre in lode di Giuseppe Borghi, Roma 1847.
- Zelli-Jacobuzzi, Francesco Leopoldo: Origine e mirabili effetti delta Croce o Medaglia di S. Benedetto, Roma 1849.
- Zelli-Jacobuzzi, Francesco Leopoldo: Che negato il miracolo è distrutta la base logica del sopranaturale. Dissertazione, Roma 1866.
- Zelli-Jacobuzzi, Francesco Leopoldo: Discorso in lode di S. Vincenzo de’ Paoli: letto agli ecclesiastici nell’Accademia Liturgica di Roma il dì 21 luglio 1869, Roma 1869.
- Per l'offerta e consacrazione al sacro cuor di Gesù lettera pastorale al Clero e Popolo della Diocesi dell’Abbazia Nullius di S. Paolo, Roma 1871.
- Zelli-Jacobuzzi, Francesco Leopoldo: Lettera pastorale per la sacra visita, Roma 1875.
- Zelli-Jacobuzzi, Francesco Leopoldo: Lo Spirito Santo e S. Benedetto, Roma 1880.
- Zelli-Jacobuzzi, Francesco Leopoldo: La Regola di San Benedetto, Roma 1902.